# ダンス・ダンス・ダンス (統乃さゆみの曲)
『ダンス・ダンス・ダンス』は統乃さゆみの2枚目のシングル。

## 内容
事実上のラストシングル。表題曲はプロデューサーの長戸大幸が作曲をしなかった唯一の曲である。

## 収録曲
1. ダンス・ダンス・ダンス
作詞：戸田妃六子　作曲：栗林誠一郎　編曲：小川文明
2. 今夜は少し遠回り
作詞：戸田妃六子　作曲：長戸大幸　編曲：小川文明